# Argyrolepidia thoracophora
Argyrolepidia thoracophora är en fjärilsart som beskrevs av Turner 1920. Argyrolepidia thoracophora ingår i släktet Argyrolepidia och familjen nattflyn. Inga underarter finns listade i Catalogue of Life.